# 日涅
日涅（法語：Gigney，法語發音：[ʒiɲɛ] ⓘ）是法国大東部大區孚日省的一个市镇，属于埃皮纳勒区。

## 地理
日涅（48°13'48"N, 6°20'18"E）面积5.09 平方千米，位于法国大東部大區孚日省，该省份为法国东北部内陆省份，北起默兹省和默尔特-摩泽尔省，西接上马恩省，南至上索恩省和贝尔福地区省，东临上莱茵省和下莱茵省。
与日涅接壤的市镇（或旧市镇、城区）包括：福姆雷、阿维耶尔河畔多梅夫尔、博克涅、马兹莱。

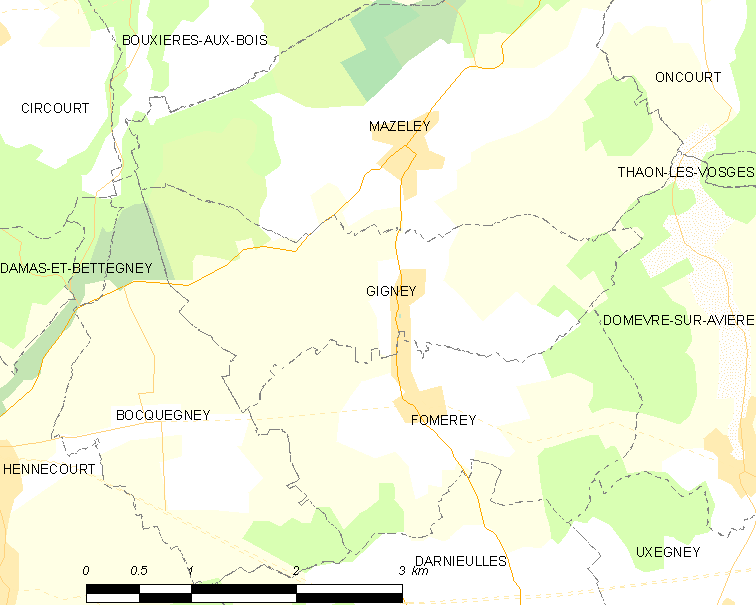
日涅的OSM定位图

日涅的时区为UTC+01:00、UTC+02:00（夏令时）。

## 行政
日涅的邮政编码为88390，INSEE市镇编码为88200。

## 政治
日涅所属的省级选区为戈尔贝县。

## 人口

1962-2008年间日涅人口变化图示

日涅于2022年1月1日时的人口数量为58人。